# Eddie Cook
Eddie Cook est un boxeur américain né le 21 décembre 1966 à Saint Louis, Missouri.

## Biographie
Passé dans les rangs professionnels en 1990, il devient champion des États-Unis des poids coqs en 1991 puis champion du monde WBA de la catégorie le 15 mars 1992 après sa victoire contre Israel Contreras. Cook est en revanche battu dès le combat suivant par Jorge Eliecer Julio le 9 octobre 1992. Il met un terme à sa carrière après une autre défaite face à Marco Antonio Barrera en 1994 sur un bilan de 19 victoires et 3 défaites.

## Référence
1. ↑  (en) Cook KOs Contreras to win WBA bantam crown (upi.com)